# Moreno chacabuco
Espèce
Moreno chacabuco est une espèce d'araignées aranéomorphes de la famille des Prodidomidae.

## Distribution
Cette espèce est endémique du Chili,. Elle se rencontre dans les régions de Santiago et de Valparaíso.

## Description
La femelle holotype mesure 2,65 mm et le mâle 1,94 mm

## Systématique et taxinomie
Cette espèce a été décrite par Platnick, Shadab et Sorkin en 2005.

## Étymologie
Son nom d'espèce lui a été donné en référence au lieu de sa découverte, Cuesta de Chacabuco.

## Publication originale
- Platnick, Shadab & Sorkin, 2005 : « On the Chilean spiders of the family Prodidomidae (Araneae, Gnaphosoidea), with a revision of the genus Moreno Mello-Leitão. » American Museum novitates, no 3499, p. 1-31 (texte intégral).p. 3-62.